# Бикон-Хилл (Оттава)
Бикон-Хилл, англ. Beacon Hill, неформальные названия — Бикс, Бикон, Хилл, Би-Эйч («The Beaks», «Beacon», «The Hill», «The BH») — район в северо-восточной части г. Оттава, Онтарио, Канада. До вхождения в состав Оттавы в 2001 г. Бикон-Хилл был частью посёлка Глостер.

## Территория
Западной границей района является Блэр-роуд, северной — река Оттава, восточной — Зелёный пояс Оттавы в районе речки Гринс-Крик, южной — шоссе Квинсуэй.
В основном представляет собой спальный район, застроенный в 1960-1970-е гг. Состоит из Северного и Южного секторов, которые разделяет Монреаль-роуд. На территории района расположен Завод по переработке сточных вод Роберта Пикарда.
Районы Розвелл-Хайтс и Кардинал-Хайтс, расположенные на западе Бикон-Хилла, иногда не включаются в состав малого (исторического) Бикон-Хилла.

## Население
Население Северного Бикон-Хилла согласно переписи 2006 г. составляло 10492 человек, а Южного — 6953 человек (всего 17445 человек).

## История
Вероятно, название района происходит от маяка на реке Оттава ниже по течению за Утиным островом (Duck Island), свет которого был виден с дороги Наскапи на вершине холма, за что холм и получил своё название. Хотя маяк уже не используется, его основание всё ещё видно из парка для велосипедистов. Одним из любимых мест развлечений местной молодёжи является «парк с секретами» за католической школой Т. Д. Макги.

## Школы
В районе расположено свыше 10 школ, из них более половины являются франкоязычными или предлагающими программу французского погружения. Из них традиционно наиболее высоким рейтингом пользуется Школа Полковника Бая (Colonel By High School), одна из двух англоязычных школ Оттавы, предлагающая программу международного бакалавриата.

## Микрорайоны
- Бикон-Хайтс
- Северный Бикон-Хилл
- Южный Бикон-Хилл
- Биконвуд
- Кардинал-Хайтс
- Розвелл-Хайтс
- Розвелл-Вилидж

## Известные жители Бикон-Хилла
- Том Круз (в то время носивший имя Томас Мэйпотер) посещал школу Генри Манро в начале 1970-х гг.
- Брайан Адамс недолгое время ходил в среднюю школу Полковника Бая